# Romaní (Sollana)
Romaní (en valenciano y oficialmente El Romaní) es una pedanía de Sollana, y está situado en la comarca de la Ribera Baja en la provincia de Valencia perteneciente a la Comunidad Valenciana, España.

## Toponimia
Romaní significa romero en valenciano.

## Geografía

### Localidades limítrofes
Almusafes, Benifayó, Silla y Sollana, en la provincia de Valencia.

## Fiestas
Las fiestas suelen celebrarse la primera semana del mes de agosto, aunque algunos años abarcan los últimos días del mes de julio.
El primer domingo de agosto se celebra las fiestas de las "paellas", fiesta típica de valencia

## Deporte
En el 2012 se crea la primera entidad deportiva del pueblo. Se trata de un equipo de fútbol sala.

## Transporte
El Romaní posee un apeadero ferroviario en el cual se detienen algunos trenes de cercanías de la línea C-1 que comunican la pedanía con municipios como Cullera, Gandía, Sueca y Valencia, entre otros.